# Sinh hoạt tú
Sinh hoạt tú (tiếng Trung: 生活秀; bính âm: shēng húo xiù) là một phim Trung Quốc sản xuất năm 2002  bởi Huo Jianqi. Một bộ phim truyền hình, kể câu chuyện của một chủ nhà hàng, thủ vai bởi Đào Hồng, cuộc sống bận rộn của họ đối phó với gia đình và kinh doanh khiến cô vẫn là một người cô đơn. Tuy nhiên, cuộc sống của cô thay đổi một lần nữa, khi một trong những khách hàng lâu năm của cô, thủ vai bởi Tao Zeru, cho thấy một mối quan tâm lãng mạn trong cô. Bộ phim là một hợp tác sản xuất giữa China Film Group and the Beijing Film Studio. Nó dựa trên một cuốn tiểu thuyết của Chi Li và được chuyển thể bởi Si Wu.
Sinh hoạt tú đã giành Chiếc cốc vàng vào năm 2002 tại Liên hoan phim quốc tế Thượng Hải, cũng như giải thưởng cho nữ diễn viên xuất sắc nhất và điện ảnh xuất sắc nhất. Nó đã nhận được một buổi chiếu ra mắt ở Bắc Mỹ tại Liên hoan phim quốc tế Montreal vào 28 tháng 8 năm 2002.

## Nội dung
'Sinh hoạt tú' theo kể về một người phụ nữ, Lai Shuangyang  (Tao Hong), người điều hành một gian hàng bán cổ vịt ở chợ đêm ở một thành phố không rõ tên ở Trung Quốc (bộ phim đã lấy bối cảnh ở Trùng Khánh). Mặc dù Shuangyang giữ cho cô ấy mát mẻ, cuộc sống của cô ấy tràn ngập những biến chứng. Anh trai nghiện ma túy Jiujiu của cô đã được cam kết đến làm trợ lý của cô, Mei, người đã yêu Jiujiu, tự sát. Chị gái của cô, Xiaojin, luôn để cho cháu trai của Shuangyang chăm sóc. Đồng thời, Shuangyang đang cố gắng lấy lại gia đình, được trao cho một người hàng xóm trong giai đoạn Cách mạng Văn hóa. Có lẽ tồi tệ nhất, Shuangyang có nguy cơ mất nhà hàng của cô.
Vào thời điểm này, Shuangyang bắt đầu để ý đến một trong những khách hàng của cô, Zhou Xiongzhou, một doanh nhân trung tuổi đã thường xuyên đến nhà hàng trong một năm. Mặc dù lo ngại, cô quyết định chịu rủi ro với Xiongzhou và cả hai bắt đầu một mối tình lãng mạn.

## Diễn viên
- Tao Hong vai Lai Shuangyang, chủ một nhà hàng nhỏ trên đường phố chợ đêm chuyên về đặc sản Trung Quốc là cổ vịt.
- Yang Yi vai Mei, Trợ lý của Lai Shuangyang, người đang yêu em trai của Shuangyang, Jiujiu.
- Tao Zeru vai Zhuo Xiongzhou, một khách hàng trung niên tại nhà hàng của Lai Shuangyang, người bắt đầu thể hiện sự quan tâm lãng mạn ở Shuangyang.
- Pan Yueming vai Xiaojin, vợ của anh trai Shuangyang.
- Luo Deyuan vai Zhang, một quan chức địa phương liên quan đến Shuangyang trong nỗ lực giành lại ngôi nhà của gia đình cô đã bị mất trong Cách mạng Văn hóa.

## Phát hành DVD
'Life Show' đã được phát hành cho các thị trường Bắc Mỹ vào khu vực 1 DVD bởi Razor Digital Entertainment vào ngày 11 tháng 10 năm 2005. DVD bao gồm phụ đề cho tiếng Anh, cũng như cả các ký tự Trung Quốc giản thể và truyền thống.

## Giải thưởng và đề cử
| Năm  | Giải thưởng                            | Hạng mục              | Trao cho | Kết quả   |
| ---- | -------------------------------------- | --------------------- | -------- | --------- |
| 2002 | Liên hoan phim quốc tế Thượng Hải 2002 | Phim xuất sắc nhất    |          | Đoạt giải |
| 2002 | Liên hoan phim quốc tế Thượng Hải 2002 | Nữ diễn viên xuất sắc |          | Đoạt giải |